# Manuel Blancafort i de Rosselló
Manuel Blancafort i de Rosselló (la Garriga, 12 d'agost de 1897- Barcelona, 8 de gener de 1987) fou un dels compositors catalans més importants del segle xx, amb un repertori simfònic significatiu i reconegut internacionalment. Va obtenir el premi Creu de Sant Jordi el 1982 i la medalla d'or de l'Ajuntament de Barcelona el 1986.
El seu fons personal es conserva a la Biblioteca de Catalunya.

## Biografia
Els seus pares foren Joan Baptista Blancafort i Carme de Rosselló. Manuel va ser el quart dels deu fills del matrimoni. Al principi no va tenir una formació musical acadèmica i va aprendre música amb el seu pare, un home erudit i músic de molt bona formació, especialista en música coral. Després de veure les aptituds musicals del seu fill, el va fer assistir a classes de música amb el mestre Joan Baptista Pujol, escola en la qual també havien estudiat Enric Granados i Ricard Viñes.
Propietaris del Balneari Blancafort de la Garriga, un establiment d'aigües termals molt reputat i encara avui dempeus, Manuel Blancafort va tenir una infantesa envoltada per molts intel·lectuals i polítics catalans de les primeres dècades del segle xx (Jacint Verdaguer, Francesc Cambó, Santiago Rusiñol, Josep Carner, Josep Maria de Sagarra, Eugeni d'Ors, etcètera).

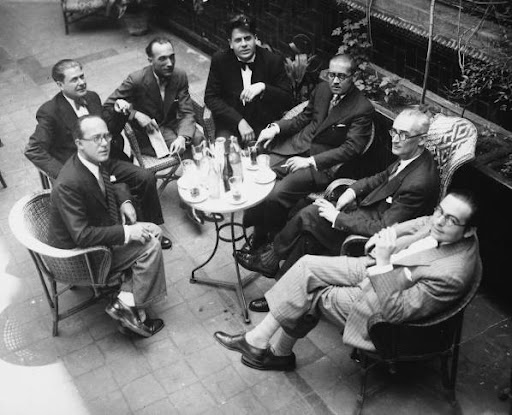
El Grup dels Vuit o Compositors Independents de Catalunya. D'esquerra a dreta: Robert Gerhard, Agustí Grau, Joan Gibert Camins, Eduard Toldrà, Manuel Blancafort, Baltasar Samper i Ricard Lamote de Grignon. Hi falta Frederic Mompou. (1931)

Manuel Blancafort va ser un autodidacte i un fet cabdal en la seva formació musical el representà la creació, el 1905, de la fàbrica de rotlles per a pianola Victòria, regentada pel seu pare i coneguda com «La Solfa», a la mateixa població de la Garriga. Ubicada en unes naus obra de Joaquim Raspall, aquesta fàbrica arribà a tenir, entre 1919 i 1930, un catàleg d'unes quatre mil obres i va arribar a exportar rotlles de pianola a Europa, Amèrica i Oceania. Fou una autèntica escola per a Manuel Blancafort, que hi treballà traslladant les notes dels pentagrames a les cintes contínues de la pianola.
Manuel Blancafort es casà amb la violinista Helena París el 1920 i tingueren onze fills. Això, i el tancament de la fàbrica de rotlles per a pianola, el van portar a haver de treballar en diversos negocis i empreses fins a la seva jubilació. Juntament amb la seva família van viure a la Garriga fins a l'acabament de la Guerra Civil, moment en què es van instal·lar a una espaiosa casa del barri barceloní de Sarrià.
Tots els seus fills aprengueren solfeig i dos d'ells (Albert i Gabriel) van fer del món de la música la seva professió.

## Estil
Després dels primers contactes amb la música, va ser deixeble de Joan Lamote de Grignon i la seva amistat amb el compositor Frederic Mompou també marcà profundament el seu estil. Amb Mompou va compartir gustos i aficions i li va facilitar el contacte amb l'editor Sénart qui es va fer càrrec de l'edició de les primeres obres del compositor. A la seva música s'hi troben trets coincidents amb Mompou com l'amor per la natura, l'evocació de records de infantesa amb uns certs trets de melangia, unes peces intimistes, de format curt que ressalten el seu amor per la simplicitat, la concisió i la claredat formal. Aquesta primera època se situa des de l'inici de la seva carrera fins a la guerra civil quan Blancafort tenia 42 anys.
Amb una aposta clara per una música pròpia d'inspiració francesa, en la línia de Debussy i Fauré, declarava sobre el fort corrent wagnerià: «Fugir de Wagner és el primer dels manaments que cal imposar a la nova música catalana […] No es tracta d'afrancesar la nostra música. {...] Ha de ser quelcom més que una sardana i una cançó popular; ha de parlar de coses
catalanes en llenguatge europeu». Dies més tard d'aquestes declaracions, el 10 de març de 1929, va estrenar al Gran Teatre del Liceu Matí de festa, una obra inspirada en un capítol de Solitud de Víctor Català.
Amb Eduard Toldrà, Robert Gerhard, Ricard Lamote de Grignon, Frederic Mompou, Baltasar Samper, Agustí Grau i Joan Gibert Camins, van formar l'anomenat Grup dels Vuit o Compositors Independents de Catalunya, que va tenir una vida efímera, entre el 1929 i el 1936, i que va encapçalar el nou moviment musical dins del corrent del Noucentisme.

Posteriorment va compondre música per a orquestra, allunyant-se de l'estil més proper a l'impressionisme francès anterior i caracteritzant-se per una estructura musical concreta i per la naturalesa d'allò que volia expressar. Des de la seva profunda religiositat, la seva música recorda el sentit últim de l'existència, un sentiment tràgic de la condició humana que aspira a una plenitud en cada instant.

## Obra musical
Es va donar a conèixer mundialment amb l'estrena a París el 1924 de l'obra El Parc d'atraccions. Va evolucionar després vers una sòlida profunditat clàssica. Té obra simfònica, concerts per a piano i quartets. Algunes de les seves obres són:
- Record (1915)
- Cançons de muntanya (1915-1918)
- Notes d'antany (1915-1920)
- Cants íntims (1918-1920)
- Matí de festa a Puiggraciós
- El Parc d'atraccions (1924)
- Sonata antiga (1929)
- El rapte de les sabines (1931)
- Concerto omaggio (1944)
- Preludi, ària i giga (1944)[8]
- Concert Ibèric (1946)
- Quartet de Pedralbes (1949), premi al concurs nacional de música.[9]
- American Souvenir, suite orquestral (1959)[8]
- Simfonia en mi major (1950)
- Simfonia en si bemoll major (1951)[10]
- Rapsòdia catalana (1953)
- Cantata a la Verge Maria (1965), premiada per l'Orfeó Català,[4] estrenada per aquesta coral al Palau de la Música Catalana el 1968.[11]
- Evocacions (1969)
- Salve estrella de mar (1972), estrenada a la parròquia de la Garriga.[5]

També és autor de dues sardanes: La Verge de Palau-solità i Sardana simfònica.

## Memòria
- Des de 2018,[12] un bust de Manuel Blancafort, realitzat per l'escultor català Eudald De Juana pot veure's a la galeria de personatges il·lustres del Palau de la Música Catalana de Barcelona.